# Thomas Chirault
Thomas Chirault (ur. 15 września 1997 w Corbie) – francuski łucznik, olimpijczyk z Tokio 2020, wicemistrz świata i Europy.

## Życie prywatne
W 2019 ukończył studia chemiczne na Sorbonie. Następnie podjął studia inżynierskie w dziedzinie nanomateriałów na tym samym uniwersytecie.

## Wyniki
| Impreza            | Rok  | Miejsce          | Konkurencja   | Pozycja |                      |      |       |               |     |
| ------------------ | ---- | ---------------- | ------------- | ------- | -------------------- | ---- | ----- | ------------- | --- |
| Impreza            | Rok  | Miejsce          | Konkurencja   | Pozycja | Igrzyska olimpijskie | 2020 | Tokio | indywidualnie | 33. |
| drużynowo          | 9.   |                  |               |         | Igrzyska olimpijskie | 2020 | Tokio |               |     |
| Mistrzostwa świata | 2017 | Meksyk           | indywidualnie | 57.     |                      |      |       |               |     |
| Mistrzostwa świata | 2017 | Meksyk           | drużynowo     | srebro  |                      |      |       |               |     |
| Mistrzostwa świata | 2019 | 's-Hertogenbosch | indywidualnie | 33.     |                      |      |       |               |     |
| Mistrzostwa świata | 2019 | 's-Hertogenbosch | drużynowo     | 9.      |                      |      |       |               |     |
| Mistrzostwa świata | 2019 | 's-Hertogenbosch | mikst         | 17.     |                      |      |       |               |     |
| Mistrzostwa świata | 2021 | Yankton          | indywidualnie | 9.      |                      |      |       |               |     |
| Mistrzostwa świata | 2021 | Yankton          | drużynowo     | 5.      |                      |      |       |               |     |
| Mistrzostwa świata | 2021 | Yankton          | mikst         | 5.      |                      |      |       |               |     |
| Mistrzostwa Europy | 2018 | Legnica          | indywidualnie | 7.      |                      |      |       |               |     |
| Mistrzostwa Europy | 2018 | Legnica          | drużynowo     | 9.      |                      |      |       |               |     |
| Mistrzostwa Europy | 2018 | Legnica          | mikst         | srebro  |                      |      |       |               |     |
| Mistrzostwa Europy | 2021 | Antalya          | indywidualnie | 17.     |                      |      |       |               |     |
| Mistrzostwa Europy | 2021 | Antalya          | drużynowo     | 9.      |                      |      |       |               |     |